# Eduard Kohout

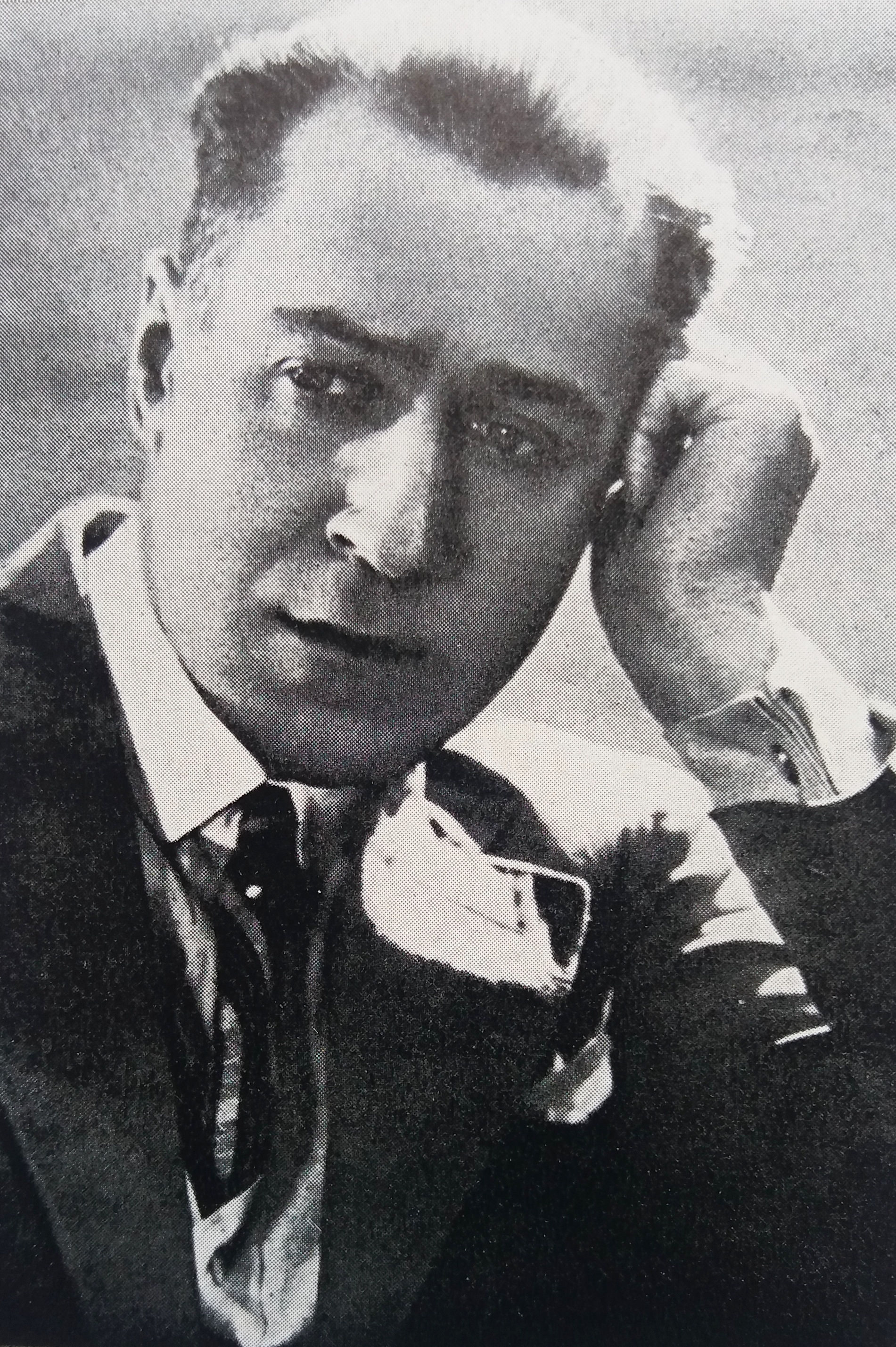
Eduard Kohout.

Eduard Kohout, född 6 mars 1889 i České Budějovice, Böhmen, Österrike-Ungern, död 25 oktober 1976 i Prag, Tjeckoslovakien, var en tjeckisk skådespelare.
Under åren 1916-1960 var han anställd vid Nationalteatern i Prag där han bland annat medverkade i en uppmärksammad uppsättning av William Shakespeares Hamlet. Han medverkade från 1913 i över 60 filmer, samt en handfull TV-produktioner.

## Filmografi, urval
- 1939 – Kouzelný dům
- 1941 – Nattfjärilen
- 1941 – Turbina
- 1943 – Šťastnou cestu
- 1955 – Jan Hus
- 1959 – Prinsessan med den gyllene stjärnan
- 1962 – Baron Prášil
- 1963 – Král Králu
- 1964 – En narrkrönika
- 1967 – Luftskeppet
- 1969 – Spalovač mrtvol
- 1970 – Kometen